# Sleziník netíkovitý

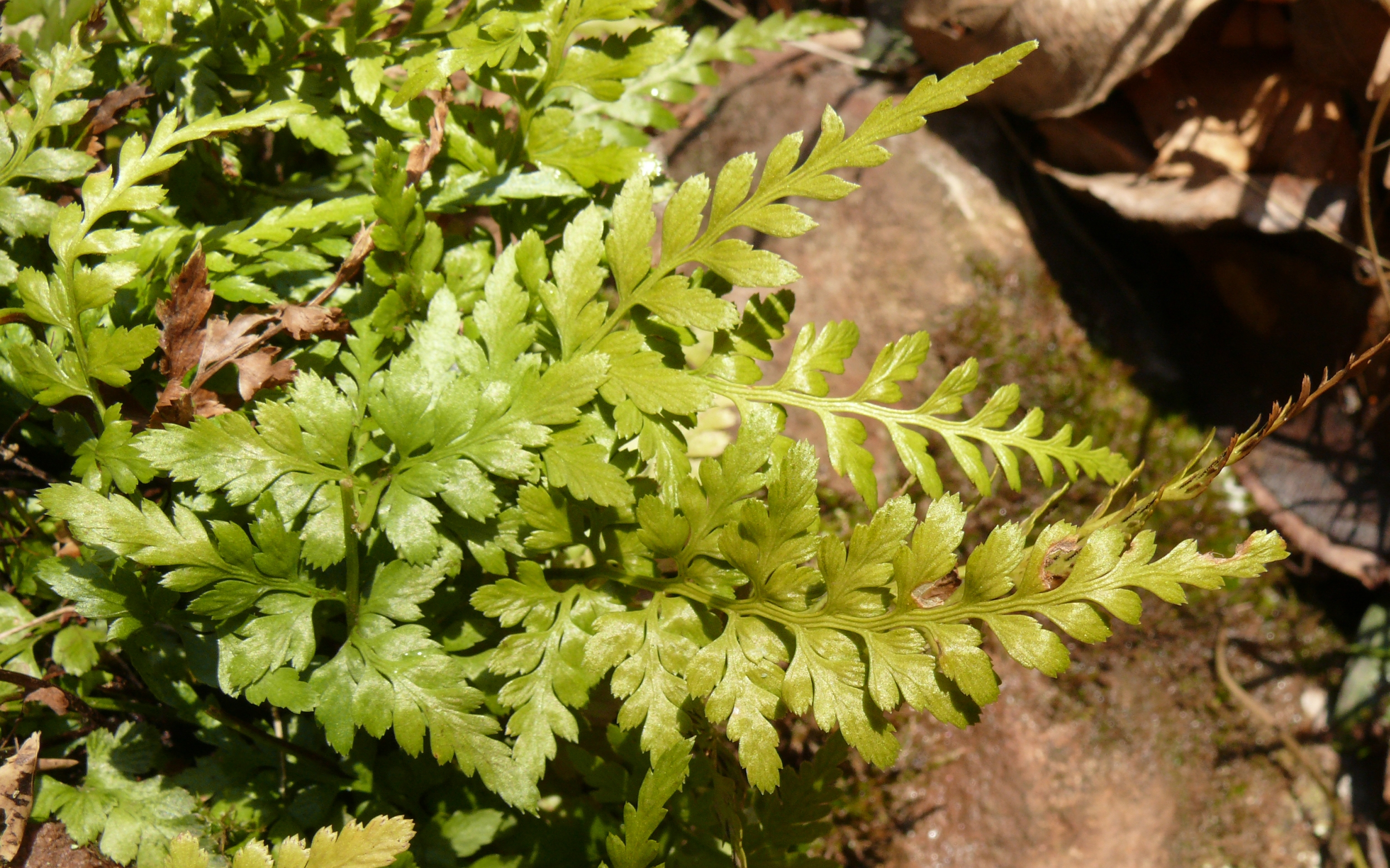
Listy sleziníku netíkovitého

Sleziník netíkovitý (Asplenium adiantum-nigrum) je vytrvalá kapradina z čeledi sleziníkovité (Aspleniaceae), vysoká asi 10–25 cm. V Česku a v celé střední Evropě se vyskytuje jen velmi vzácně, mnohem více je rozšířený v jižní Evropě.

## Popis
Sleziník netíkovitý má plazivý nebo vystoupavý oddenek. Přezimující listy rostou v trsech, dorůstají asi 5–40 cm do výšky a 5–8 cm do šířky. Řapíky jsou delší než čepele, na bázi přibližně 2 mm tlusté a leskle černohnědé. Čepele se vyznačují stříbrným leskem, jsou kožovitě tuhé, tmavozelené, přezimující, v obrysu podlouhle eliptické až kopinaté, zašpičatělé, 2-4x zpeřené, vřeteno bývá zelené nebo světle hnědé. Listové úkrojky jsou rovné, nahoru nezakřivené nebo jen nepatrně zakřivené, úkrojky posledního řádu vejčité až široce vejčité, v dolní části celokrajné, v horní ostnitě zubaté. Toto je poměrně mnohotvárný druh. Doba zralosti výtrusů červenec-září.

## Rozšíření a stanoviště
Areál rozšíření tohoto druhu je velice roztroušený, v některých oblastech je výskyt až vzácný, jeho centrum se nachází v jižní Evropě, zasahuje do severní Afriky a Malé Asie, na východ proniká na Ukrajinu, Kavkaz a do Střední Asie. Vzácně se vyskytuje i v Severní Americe, jihovýchodní Asii, Austrálii a jižní Africe. Ve střední Evropě se vyskytuje opravdu vzácně, v oblastech s mírnými zimami. V Česku se vyskytuje jen v několika málo lokalitách (především v Českém středohoří a Moravském krasu). Roste na mírně suchých, trochu kyselých silikátových půdách v druhově chudých dubových lesích, ve skalních stepích, na zdech a štěrku, v pásmu od pahorkatiny do podhůří.

## Ohrožení
Druh je zařazen mezi kriticky ohrožené druhy květeny ČR a je chráněný zákonem. Jako silně ohrožený druh je klasifikován i na Slovensku, stejně tak je zákonem chráněný v Rakousku, Německu, Švýcarsku, Polsku, Slovinsku a na Ukrajině.